# NGC 5916A
NGC 5916A is een balkspiraalstelsel in het sterrenbeeld Weegschaal. Het hemelobject werd op 5 juni 1836 ontdekt door de Britse astronoom John Herschel.

## Synoniemen
- MCG -2-39-18
- PGC 54779